# Rainer Kensy von Echlin
Rainer Baron Kensy von Echlin (* 25. Juli 1961 in Speyer) ist ein deutscher Agrarökonom und Unternehmer in der Finanzwirtschaft.

## Familie

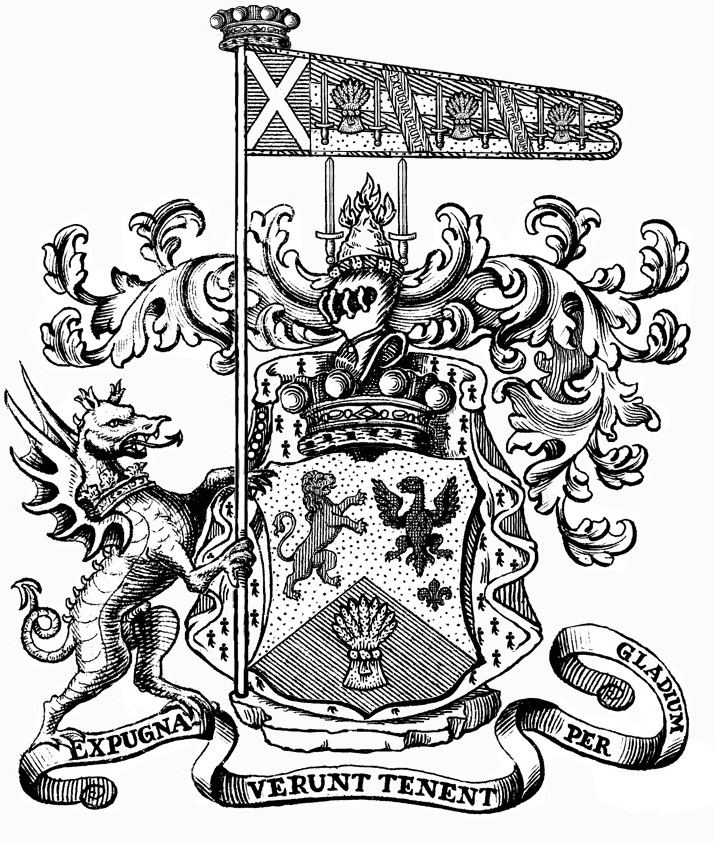
Wappen des schottischen Zweigs der Echlin

Kensy von Echlins Vorfahren wurden zum ersten Mal 1296 mit den Ländereien „derer von Echline“ in der Gemeinde Dalmeny, West Lothian im Edinburghshire, Schottland erwähnt. Sie wanderten in der Folge nach Irland („irische Linie“) und nach Litauen (sog. "schottische Linie") ein und betrieben im 18. und 19. Jahrhundert Land- und Forstwirtschaft in Ostpreußen. Durch die Ostpreußische Operation (1945) verloren seine Eltern alle Ländereien sowie Hab und Gut und flohen nach Westdeutschland. Kensy ist der 13. Baron von Echlin und ist mit der Norwegerin Anne Elisabeth geb. Patterson verheiratet.

## Werdegang
Echlin besuchte das Gymnasium am Kaiserdom. Nach dem Abitur studierte er an der Christian-Albrechts-Universität Kiel und der Technischen Universität Berlin Agrarwissenschaften und Ökonometrie. 1983 wurde er im Kieler Corps Palaiomarchia-Masovia aktiv. 1988 war er für den Berliner Senioren-Convent (KSCV) stellvertretender Vorortsprecher des KSCV. Später nahm er noch die Bänder der Corps Lusatia Leipzig (1985) und des Corps Masovia Königsberg zu Potsdam auf. Er beendete das Studium als Dipl.-Ing. agr. und Master of Science.
An der Isenberg School of Management der University of Massachusetts absolvierte er ein Zweitstudium in Finanzwissenschaft, das er mit Auszeichnung mit dem Master of Business Administration abschloss. Mit einer Dissertation über japanische Konzernstrukturen wurde er 1994 an der Hochschule St. Gallen zum Dr. oec. (HSG) promoviert. Anschließend arbeitete er im Projektmanagement bzw. Portfoliomanagement der Caribbean Development Bank und der Crédit Suisse in Barbados und Tokio. Danach übernahm er Aufgaben im Bereich Derivative Structuring bei Merrill Lynch Deutschland und Salomon Brothers in London. Nachdem er für die Rothschild Bank (Zürich) gearbeitet hatte, leitete er Tochterfirmen der RMF-MAN Investment Group. Die UBS berief ihn als Global Head Alternative Investments. Als European Co Head führte er in London das Asset Management von Bear Stearns. Eine Tochterfirma von Hottinger & Compagnie wählte ihn in den Verwaltungsrat (Schweiz). Seit 2005 ist er Curriculum Board Member der Chartered Alternative Investment Analyst Association. Seit 2009 im Verwaltungsrat der Echlin AG, einem Single-Family-Office, welches früher eine Beteiligung an Echlin Inc. (NYSE: ECH) hielt, und inzwischen im Ruhestand, engagiert Kensy von Echlin sich – in der Schweiz und im Vereinigten Königreich – nur noch in Beiräten mehrerer Hedgefonds (Secquaero, Bainbridge), einem Multi Family Office und einem IT-Unternehmen, welches sich mit IT-Sicherheit, Prävention, Erkennung und Aufarbeitung von Wirtschaftsdelikten und Anti-Fraud-Management beschäftigt. 2018 absolvierte er das Senior Executive Programme der University of Oxford.

## Soziales Engagement
Bei Mensa International setzt sich Echlin für die Erforschung der Intelligenz und die Erkennung und Förderung hochbegabter Kinder ein. Er sitzt im Beirat von philanthropischen Stiftungen in der Schweiz und in den USA. Seit 2007 Ehrenritter (seit 2018 Rechtsritter) in der französischen Genossenschaft des Johanniterordens, koordiniert er die gemeinsamen französischen-schweizer-deutschen Aktivitäten (z. Zt. hauptsächlich in Madagaskar). Er unterstützt den Aufbau der medizinischen Versorgung in ländlichen Gebieten Haitis und berät das Wirtschafts- und Finanzministerium und die staatliche Pensionskasse des Landes.
Weiterhin ist Kensy von Echlin als Vorsitzender des Verwaltungsgremiums der Save-The-Lake-Stiftung in Ostafrika aktiv. Seit 2012 arbeiten sie an einem Impact-Projekt, welches den Victoriasee effizient von der Pflanzenwucherung befreit, damit der See den Anwohnern 'zurück gibt', so dass diese wieder fischen können und die Landwirtschaft unterstützt wird, indem der Fermentierungsprozess der Wucherpflanzen modifiziert und kontrolliert wird, so dass aus dem Pflanzenmüll Dünger für die heimische Landwirtschaft entsteht, der für die lokale Bevölkerung und Kleinindustrie zur Verfügung steht. Ziel ist es, der lokalen Bevölkerung dauerhaft in diesem Sinne eine wirtschaftliche Autonomie zu ermöglichen. Seit 2015 ist die Save The Lake Foundation mandatiert, in Nairobi den Nairobi Dam umfassend biologisch und ingenieurtechnisch zu restaurieren, welcher ein zentrales Problem für die Kibera-Siedlung, den grössten Slum Ostafrikas, darstellt.

## Werke
- Marketing of anaerobically digested manure as fertilizer. Barbados 1986.
- mit S. Beck, M. Schwind, M. und anderen: Grain storage as an instrument for economic stability for Africa. TU Berlin 1987.
- Japanische Wirtschaftsstrukturen und multinationale Unternehmungen aus der Sicht der Postmoderne. St. Gallen 1995.
- Japans postmoderne Konzerne. Trendsetter für die Jahrtausendwende. München 1996.
- Keirezu Economy  –  New Economy? New York und London 2000.
- Hedge Funds verstehen. Grundlagen und neueste Entwicklungen. München 2008.
- mit B. Poitevien: La stabilité du système bancaire. Analyse et recommandation.  Université d’État d’Haïti 2011.